# 利君雅
利君雅（英語：Nabela Qoser；1986年7月6日—），香港人、傳媒工作者，前香港電台助理節目主任及香港電台電視部節目《視點31》主持。

## 背景
利君雅為巴基斯坦裔，於香港土生土長，在香港浸会大学传理学院社会科学系主修广播新闻，毕业后曾于香港多家传媒机构任职。
利君雅本身亦為香港的多族裔人士組織Society for Cultural Integration（SCI）成員，曾代表該組織於立法會資訊科技及廣播事務委員會會議上發言。

## 傳媒工作經歷
利君雅在2008年至2011年任職now寬頻電視新聞台記者，2011年至2015年任無綫新聞記者，2013年12月曾派駐广州市，2015年11月至2017年任明報記者，2017年10月起出任香港電台助理節目主任，2018年起兼任港台電視31節目《視點31》主持。2021年5月3日，利君雅被香港電台通知將不獲續約，未能正式成為公務員，須於5月底離開港台，稍後該台開始刪除置於YouTube頻道的有關舊節目，如《鏗鏘集》、《頭條新聞》及《視點31》等。
2021年5月6日，由國際特赦組織香港分會、香港記者協會及香港外國記者會合辦之第25屆「人權新聞獎」公佈：香港電台利君雅參與主持《視點31》節目「以公義之名」、「覺醒，在瘟疫蔓延時」二單元，和蔡玉玲等5人合作的《鏗鏘集》調查採訪單元「7.21誰主真相」共同獲獎，但當時事前廣播處長李百全下令全部撤件不成後，表示拒絕領獎。

## 反修例運動期間

### 跟進元朗襲擊事件評價兩極

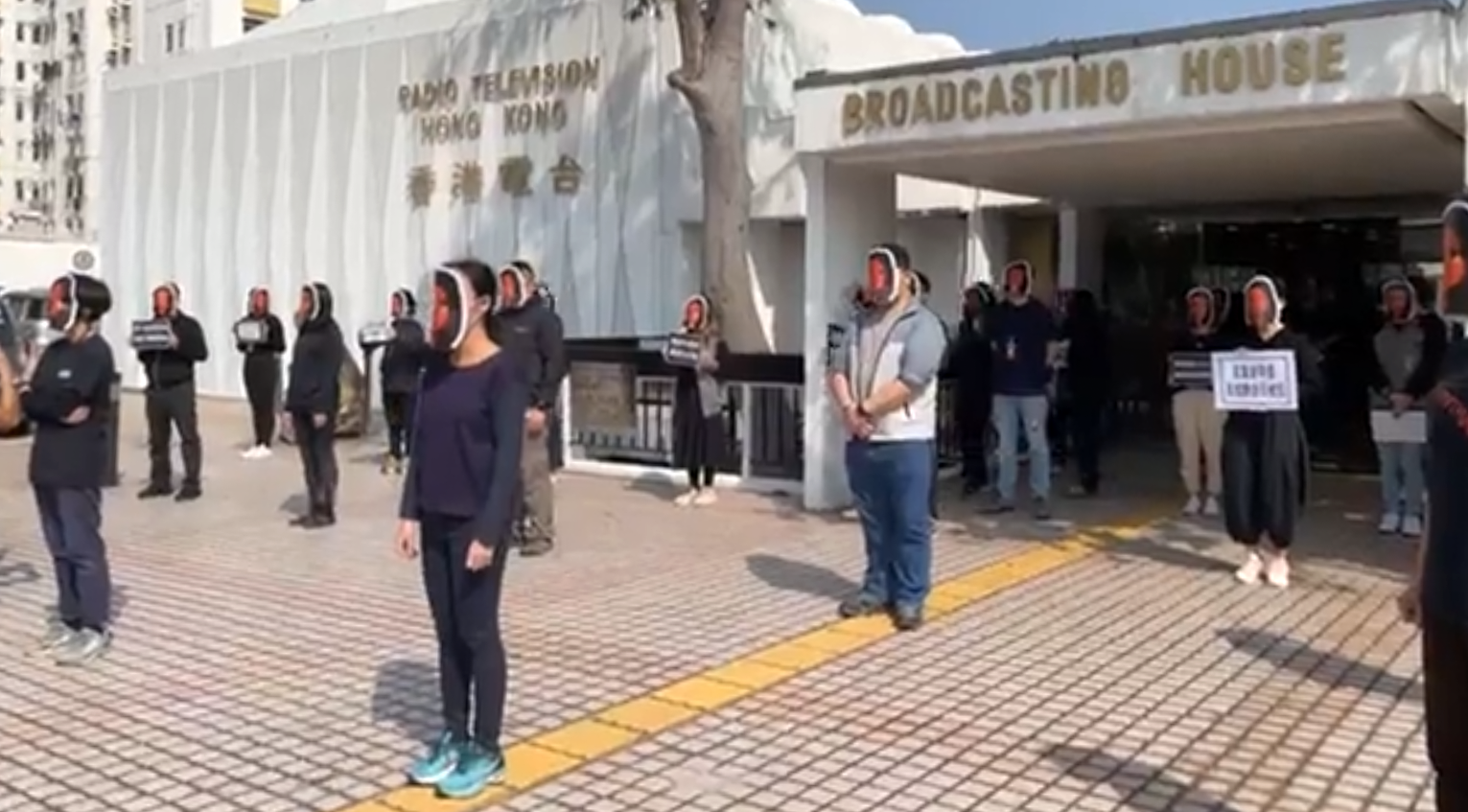
2021年1月28日，逾60名港台員工在九龍塘廣播大樓外發起抗議行動，他們戴上印有利君雅模樣的面具，舉起「調查冇程序，龍門任佢搬」、「處長你有權，勿做劊子手」等紙牌，手持黑色紙箱，批評港台對利君雅的調查是黑箱作業

2019年7月21日晚上發生元朗襲擊事件，多名疑有元朗鄉黑背景暴徒，於港鐵元朗站以藤條無差别鞭打乘客，以及於元朗站一带襲擊一般市民。翌日香港行政長官林鄭月娥與一眾司局長會見傳媒交代，林鄭與警務處處長盧偉聰被媒體連番質問。
利君雅當時向二人提問，指出七一衝突示威者衝擊立法會後，林鄭月娥與官員既可於凌晨4時召開記者會作出譴責；相反的，元朗襲擊事件發生後卻到翌日下午才會見記者。利君雅質疑警方的不作為有「官警黑合作」之疑，更指責官員左右言他，因而爆出「請講人話」一句，並質問官員能否安寢。利君雅事後被部分媒體和網民支持讚好，被譽為「良心記者」，但同時亦引起部分持相反意見的市民不滿，批評她行為如同示威者，表現不專業及無禮貌，遂發信向香港電台投訴。網上更一度傳說她被禁止出席記者會，但港台表示只屬謠言。
至2020年1月14日，利君雅主持的港台電視31節目《視點31》原定邀請立場對立的藝人黃秋生及立法會議員何君堯就元朗襲擊事件對話交鋒，但黃秋生在節目開始前因在家煮食意外受傷而需要入醫院治療，同時收到外父亦因哮喘病發不治而未能出席節目。節目仍照常播放，但改由利君雅和何君堯對話。何君堯與利君雅再辯事件，期間何君堯堅持事件是由在事件中受傷的林卓廷帶人挑釁，但利君雅馬上反駁指，當晚第一宗發生在元朗的暴力事件是9時50分，但是林卓廷當晚10時45分才出現在西鐵站。
2020年9月，香港電台重啟調查利君雅在2019年7月至11月期間的投訴，包括出席政府記者會的表現和行為，要求延長其試用期120日。香港電台節目製作人員工會質疑此次延長試用期的依據，指稱這種做法很罕見、極不尋常，質疑是無理打壓。《明報》援引香港電台內部消息稱源自「港台外的行政機關」向港台施壓。2021年1月22日，港台決定終止她的原有合約，改為另一份為期120天的聘用合約。香港電台節目製作人員工會批評相關的做法是變相解僱，認為對當時人不公平，而利君雅暫時未決定會否接納新合約。不過，持相反意見者則認為做法合理，如前行政長官梁振英就指利君雅的表現有違基本禮貌，認為如果是在英國或美國同類的記者招待會上發生，「老早已經炒了，不會延長試用期」。
2021年1月28日，港台節目製作人員工會發起15分鐘快閃聲援行動，抗議管理階層要求利君雅新簽一份120天的臨時合約，批評香港電台對利君雅的調查是黑箱作業，抗議主管的調查進度不理想。
2021年5月28日，利君雅離職港台。

### 被種族歧視
利君雅的工作表現評價兩極，部分聲音批評她形同示威者，而非專業採訪新聞。在親建制媒體的Facebook專頁上，不少網民留言都是針對利君雅的種族及膚色歧視，包括形容她是「差女」、「應該返去巴基斯坦」、「非我族類都是無禮貌的產物」等。平等機會委員會敦促網絡營辦商要杜絕相關仇恨言論。

## 外部連結
- "Tongue tied", Sunday Morning Post （页面存档备份，存于）
- 記者利君雅追問警察721事件 （页面存档备份，存于）